# Jean-Baptiste Maria Cissé
Jean-Baptiste Maria Cissé (* 28. August 1932 in Ségou, Französisch-Westafrika; † 3. November 1996) war ein malischer römisch-katholischer Geistlicher und Bischof von Sikasso.

## Leben
Jean-Baptiste Maria Cissé empfing am 4. April 1959 das Sakrament der Priesterweihe für das Erzbistum Bamako. Später wirkte er als Regens des Priesterseminars in Bamako.
Am 8. Juli 1976 ernannte ihn Papst Paul VI. zum Bischof von Sikasso. Der Erzbischof von Bamako, Luc Auguste Sangaré, spendete ihm am 8. Januar 1977 in der Kathedrale Notre-Dame de Lourdes in Sikasso die Bischofsweihe; Mitkonsekratoren waren der emeritierte Bischof von Sikasso, Didier Pérouse de Montclos MAfr, und der Bischof von Bobo-Dioulasso, Anselme Titianma Sanon.
Von 1987 bis 1996 fungierte Cissé zudem als Präsident der Bischofskonferenz von Mali.